# Тахири, Анас
Анас Тахири (араб. أنس طاهيري‎; род. 5 мая 1995, Брюссель) — марокканский футболист, полузащитник.
Тахири родился в Бельгии в семье выходцев из Марокко.

## Клубная карьера
Тахири — воспитанник клуба «Льерс». 6 марта 2014 года в поединке против «Локерена» он дебютировал в Жюпиле лиге. В 2015 году клуб вылетел из элиты, но игрок остался в команде. 13 сентября в поединке против «Эйпена» Анас забил свой первый гол за «Льерс». Летом 2018 года Тахири перешёл в нидерландский «Валвейк». 17 августа в матче против «Телстара» он дебютировал в Эрстедивизи. 19 октября в поединке против дублёров «Аякса» Анас забил свой первый гол за «Валвейк». По итогам сезона Тахири помог клубу выйти в элиту. 3 августа 2019 года в матче против «ВВВ-Венло» он дебютировал в Эредивизи.
Летом 2021 года Тахири перешёл в румынский ЧФР. 16 июля в матче против «Университатя» он дебютировал в чемпионате Румынии. В этом же поединке Анас забил свой первый гол за ЧФР.
В начале 2022 года Тахири вернулся в Нидерланды, подписал контракт с «Херенвеном», подписав контракт на 2,5 года. 15 января в матче против «Твенте» он дебютировал за новую команду. 1 мая в поединке против «Камбюра» Анас забил свой первый гол за «Херенвен».
3 сентября 2024 года перешёл в «Алмере Сити», подписав двухлетний контракт до середины 2026 года. 15 сентября дебютировал за клуб в гостевом матче Эредивизи против «Хераклеса».